# Volné sdružení obcí Caltanissetta
Volné sdružení obcí Caltanissetta (Libero consorzio comunale di Caltanissetta) je italský správní celek druhé úrovně v autonomní oblasti Sicílie. Vznikla ze stejnojmenné provincie 4. srpna 2015. Na jihu ho omývá Středozemní moře. Sousedí na západě s volným sdružením obcí Agrigento, na severu s metropolitním městem Palermo a volným sdružením obcí Enna a na východě s metropolitním městem Catania a volným sdružením obcí Ragusa.

## Geografie
Uvnitř území se nacházejí enklávy metropolitního města Palermo a volného sdružení obcí Enna